# فرانثيسكو جابيكا
فرانثيسكو جابيكا (بالإسبانية: Francisco Gabica)‏ (مواليد 31 ديسمبر 1937 - الوفاة 7 يوليو 2014) كان دراج إسباني سابق في صنف سباق الدراجات على الطريق.

## سباقات أو مراحل فاز بها
- طواف إسبانيا

## روابط خارجية
- فرانثيسكو جابيكا على موقع أرشيف الدراجات (الإنجليزية)
- فرانثيسكو جابيكا على موقع إحصائيات الدراجات الإحترافية (الإنجليزية)
- فرانثيسكو جابيكا على موقع CycleBase (الإنجليزية)